# 虹吸戰士3
《虹吸戰士3》是一款第三人稱潛行射擊遊戲，由索尼互動娛樂本德工作室開發並由索尼互動娛樂發行，專為PlayStation遊戲機設計。該作品於2023年1月17日加入PS Plus Premium經典遊戲系列。

## 劇情
美国国务卿文斯·海登傳喚加布里埃爾·洛根、連馨和勞倫斯·穆加里到美国国会作證，詳述他們與特工機構的關係。他認為這三人都有罪，並在他們從日本福島的一家酒店暗殺石浩後對他們進行質詢。然而，三人並未意識到海登就是陰謀的幕後黑手，正尋找替死鬼。
加布首先描述了第一次Syphon Filter調查。他和連馨前往哥斯达黎加尋找失踪的特工艾利斯。抵達後，兩人發現埃里希·羅默已經下令殺死艾利斯，但加布必須繼續執行任務，查明羅默在毒品種植園的行為。儘管特工機構的上級愛德華·本頓拒絕給予許可，加布仍然追趕上了羅默乘坐的飛機。那時，加布並不知道本頓和特工機構控制了羅默，而羅默則從飛機上逃脫。
接下來，穆加里作證，並告訴海登，在南非種族隔離時代，他曾經為一個抵抗組織工作。在普加里金礦，他發現礦場的奴隸工人感染了一種致命的瘟疫，而礦場老闆試圖掩蓋這一事實。穆加里取得了病原樣本，並將其交給了特麗莎·利潘。
輪到連馨作證時，她詳細描述了自己在苏阿战争期間與加布的首次相遇，以及她在哥斯达黎加行動中的角色。與此同時，加布與英國秘密情報局特工瑪吉·鮑爾斯一同前往愛爾蘭，試圖阻止Syphon Filter的運輸，阻止販毒集團和當地的臨時愛爾蘭共和軍小單位獲得該裝置。在「洛萊莉」號船上，加布安置了幾個爆炸物，找到了一份指向澳大利亞病毒試驗基地的文件。他還尋找有關控制特工機構的神秘武器販毒集團的信息。加布揭露了秘密情報局內部的內鬼奈杰爾·卡明斯，他在協助那些人。加布殺死了奈杰爾，並在碼頭上確保了最後一批病毒運輸。最後，洛萊莉號連同全體船員沉沒。
回到華盛頓特區，加布談到他與本頓的首次會面，當時正值蘇聯-阿富汗衝突期間。本頓聲稱自己是一名中央情报局特工，參與了名為「旋風行動」的秘密行動，負責運輸武器給阿富汗人反抗蘇聯。但當加布和艾利斯護送武器時，阿富汗人攻擊了他們。加布到達喀布尔後與連馨會面，連馨安排了一個分散注意力的行動，但是一輛坦克擋住了他們的路，所以加布摧毀了它。他得知本頓實際上是在供應武器給蘇聯，並且是特工機構的行動人員。
在海登質問加布時，連馨與瑪吉聯手從澳大利亞試驗基地綁架了艾爾莎·懷森格博士。由於阿拉莫夫拋棄了她，艾爾莎願意背叛陰謀集團，她讓連馨為被指揮官希爾弗斯俘虜的原住民組裝疫苗。希爾弗斯計劃殺死試驗對象，因此連馨先下手為強，殺死了他。當她回到艾爾莎身邊時，發現艾爾莎已經不見了。
海登指責加布撒謊和貪污，他認為加布謀殺了特麗莎。但特麗莎出乎意料地出現在他面前。特工機構的特工傑森·查恩斯只是打傷了她，並未將她打死。她描述了她在擔任美國菸酒槍炮及爆裂物管理局警官期間與加布的初次見面。一群由希爾弗斯上校率領的美国国家安全局特工偽裝成联邦调查局探員，企圖剿滅一支從政府衛星上恢復數據的民間武裝。當時身為特工機構特工的加布救了她的命，並在她營救民兵領袖的妻子和兒子時給予協助。她離開了美國菸酒槍炮及爆裂物管理局，加入了特工機構。
特麗莎偽裝死亡以找到操控特工機構背後的人。她對阿拉莫夫的調查發現了與海登本人的關聯。在加布逮捕他之前，瑪拉殺死了海登。她和幾名販毒集團恐怖分子接管了參議院大樓，但加布阻止了她引爆任何炸藥。他在一列滿載人質的火車上追趕她，並將她打傷。
在片尾彩蛋中，儘管瑪拉被監禁，她仍然成功逃脫。加布決定去找她，但目前隨著海登的死，Syphon Filter危機似乎已經結束。加布將成為新任特工機構局長，並將其從腐敗中解救出來。他尚未意識到，在洛萊莉號沉船遺址附近正在進行一個行動。有人正在回收病毒裝箱，而瑪拉的笑聲傳來，為續集拉開了序幕。

## 發行
這款遊戲原定於2001年9月25日發行，但是沒想到發行前兩周就發生九一一襲擊事件，使得索尼不得不延遲發行並調整營銷策略。最終於11月6日發行。遊戲原本的封面展示了Gabe和Lian在一個帶有美國國旗的法庭中進行行動，煙霧瀰漫。但是由於九一一襲擊事件後炭疽恐慌的蔓延，封面被改為只顯示Gabe和Lian的面孔，後封面的「美國聯邦調查局」標題也被更改為「機構任務簡報」。

## 評價
遊戲在評論匯總網站Metacritic上獲得了“褒貶不一”的評價，但次世代的Tommy Layton在其PlayStation版本的評論中給予了四顆星的高評價，讚揚了遊戲的圖形、遊戲性、故事情節和關卡設計。